# Fascination (песня Дэвида Боуи)
«Fascination» — совместная песня британского певца Дэвида Боуи и американского музыканта Лютера Вандросса, выпущенная на альбоме Young Americans в 1975 году. Песня была образована из песни «Funky Music» Вандросса, которую группа Майка Гарсона исполняла перед концертами Боуи в 1974 году.
В 1989 году в бокс-сете Sound + Vision был выпущен альтернативный микс песни, однако в переиздании 2003 года он был заменён оригинальной версией песни.
Несмотря на то, что Боуи никогда не исполнял эту песню на концертах, она была отрепетирована для возможного включения в сет Боуи на концерте Live Aid в Лондоне 1985 года, однако её исключили из окончательного сет-листа наряду с песней «China Girl».

## Участники записи
- Дэвид Боуи — вокал, гитара, пианино
- Карлос Аломар — гитара
- Майк Гарсон — клавинет[1]
- Дэвид Сэнборн — саксофон
- Уилли Уикс — бас-гитара
- Энди Ньюмарк — барабаны

## Кавер-версии
- Fat Larry’s Band — Feel It and The Best of Fat Larry’s Band (1994)
- Old Nick Peterson — King Of The World

## В популярной культуре
Песня играет в игре Grand Theft Auto IV на вымышленной радиостанции Liberty Rock Radio, которой владеет давний друг Дэвида Боуи — Игги Поп. Эта игра стала второй в серии Grand Theft Auto, в которой присутствуют песни с альбома Young Americans: в игре Grand Theft Auto: San Andreas на вымышленной радиостанции K-DST играет песня «Somebody Up There Likes Me».